# Campionati del mondo di atletica leggera indoor 2025 - Salto in lungo maschile
La gara del salto in lungo maschile dei campionati del mondo di atletica leggera indoor 2025 si è svolta il 24 marzo.

## Podio
| Pos.    | Atleta         | Nazionalità | Misura |
| ------- | -------------- | ----------- | ------ |
| Oro     | Mattia Furlani | Italia      | 8,30 m |
| Argento | Wayne Pinnock  | Giamaica    | 8,29 m |
| Bronzo  | Liam Adcock    | Australia   | 8,28 m |

## Situazione pre-gara

### Record
Prima di questa competizione, il record del mondo e il record dei campionati erano i seguenti.
| Record                | Prestazione | Atleta                  | Data e luogo                    | Competizione                     |
| --------------------- | ----------- | ----------------------- | ------------------------------- | -------------------------------- |
| Record mondiale       | 8,95 m(o)   | Mike Powell Stati Uniti | 30 agosto 1991 Tokyo, Giappone  | Campionati del mondo 1991        |
| Record dei campionati | 8,62 m      | Iván Pedroso Cuba       | 7 marzo 1999 Maebashi, Giappone | Campionati del mondo indoor 1999 |

### Campioni in carica
I campioni in carica a livello mondiale erano:
| Campione        | Atleta                     | Prestazione | Data e luogo                      | Competizione                     |
| --------------- | -------------------------- | ----------- | --------------------------------- | -------------------------------- |
| Olimpico        | Miltiadīs Tentoglou Grecia | 8,41 m(o)   | 2 agosto 2024 Parigi, Francia     | Giochi della XXXIII Olimpiade    |
| Mondiale        | Miltiadīs Tentoglou Grecia | 8,52 m(o)   | 24 agosto 2023 Budapest, Ungheria | Campionati del mondo 2023        |
| Mondiale indoor | Miltiadīs Tentoglou Grecia | 8,22 m      | 2 marzo 2024 Glasgow, Regno Unito | Campionati del mondo indoor 2024 |

### La stagione
Prima di questa gara, gli atleti con le migliori tre prestazioni dell'anno erano:
| Pos. | Atleta                | Prestazione | Data e luogo                        |
| ---- | --------------------- | ----------- | ----------------------------------- |
| 1    | Mattia Furlani Italia | 8,37 m      | 16 febbraio 2025 Torun, Polonia     |
| 2    | Tajay Gayle Giamaica  | 8,34 m      | 22 febbraio 2025 Kingston, Giamaica |
| 3    | Liam Adcock Australia | 8,33 m      | 1 marzo 2025 Perth, Australia       |

## Risultati

### Finale
La finale diretta si è tenuta il 24 marzo
| Pos     | Atleta              | Nazionalità | 1ª prova | 2ª prova | 3ª prova | 4ª prova | 5ª prova | 6ª prova | Risultato | Note                                     |
| ------- | ------------------- | ----------- | -------- | -------- | -------- | -------- | -------- | -------- | --------- | ---------------------------------------- |
| Oro     | Mattia Furlani      | Italia      | x        | 8,30 m   | x        | 8,28 m   | x        | 8,21 m   | 8,30 m    |                                          |
| Argento | Wayne Pinnock       | Giamaica    | 8,20 m   | 8,28 m   | x        | 8,29 m   | x        | 8,20 m   | 8,29 m    | Miglior prestazione personale stagionale |
| Bronzo  | Liam Adcock         | Australia   | 8,28 m   | 8,28 m   | 8,17 m   | x        | 8,11 m   | 8,18 m   | 8,28 m    |                                          |
| 4       | Shunsuke Izumiya    | Giappone    | 7.59     | 8.21     | –        | 7.72     | r        |          | 8.21      | Miglior prestazione personale            |
| 5       | Miltiadis Tentoglou | Grecia      | 7.81     | 7.91     | x        | 8.14     | 8.09     | x        | 8.14      | Miglior prestazione personale stagionale |
| 6       | Shu Heng            | Cina        | 7.77     | 8.14     | x        | x        | x        | x        | 8.14      | Miglior prestazione personale stagionale |
| 7       | Cameron Crump       | Stati Uniti | 7.71     | 8.13     | x        | x        | x        |          | 8.13      | Miglior prestazione personale stagionale |
| 8       | Gerson Baldé        | Portogallo  | 8.03     | x        | 7.95     | x        | x        |          | 8.03      |                                          |
| 9       | Simon Ehammer       | Svizzera    | x        | 7.92     | 7.99     | x        |          |          | 7.99      |                                          |
| 10      | Tajay Gayle         | Giamaica    | 7.83     | 7.54     | 7.52     | 7.70     |          |          | 7.83      |                                          |
| 11      | William Williams    | Stati Uniti | x        | x        | 7.76     |          |          |          | 7.76      |                                          |
| 12      | Cheswill Johnson    | Sudafrica   | 7.64     | 7.50     | x        |          |          |          | 7.64      |                                          |
| 13      | Hibiki Tsuha        | Giappone    | 6.30     | x        | 7.13     |          |          |          | 7.13      |                                          |